# Amblycorypha arenicola
Amblycorypha arenicola är en insektsart som beskrevs av Walker, T.J. 2004. Amblycorypha arenicola ingår i släktet Amblycorypha och familjen vårtbitare. Inga underarter finns listade i Catalogue of Life.